# Borgomanero
Borgomanero (en llombard Borbaner, pronunciat [buɾbaˈneː]) és un municipi italià, situat a la regió del Piemont i a la província de Novara. L'any 2006 tenia 20.597 habitants.